# Селище радгоспу «Воронезький»
Селище радгоспу «Воронезький» (рос. Посёлок совхоза «Воронежский») — селище у Новоусманському районі Воронезької області Російської Федерації.
Населення становить 1870 осіб. Входить до складу муніципального утворення Воронезьке сільське поселення.

## Історія
Населений пункт розташований у історичному регіоні Чорнозем'я. Від 1929 року належить до Новоусманського району, спочатку в складі Центрально-Чорноземної області, а від 1934 року — Воронезької області.
Згідно із законом від 15 жовтня 2004 року входить до складу муніципального утворення Воронезьке сільське поселення.

## Населення
| 2008  | 2010  | 2012  | 2013  | 2014  | 2015  | 2016  |
| ----- | ----- | ----- | ----- | ----- | ----- | ----- |
| 1790  | ↗1874 | ↗1898 | ↘1883 | ↘1870 | ↗1889 | ↗1910 |
| 2017  | 2018  |       |       |       |       |       |
| ↘1906 | ↘1870 |       |       |       |       |       |